# European Shield
La European Shield fou la tercera competició europea de rugbi a 15 en importància per darrere de la Heineken Cup i l'European Challenge Cup.
Es disputà entre el 2003 i el 2005 i hi prengueren part aquells clubs de l'European Challenge Cup que no s'havien classificat per la segona fase de la competició. Precisament, aquest nom havia estat usat abans per a l'European Challenge Cup.

## Historial
| Any  | Campió                 | Marcador | Finalista          | Seu                             |
| ---- | ---------------------- | -------- | ------------------ | ------------------------------- |
| 2003 | Castres Olympique      | 40-12    | Caerphilly RFC     | Madejski Stadium, Reading       |
| 2004 | Montpellier Hérault RC | 25-19    | Arix Viadana       | Stadio Sergio Lanfranchi, Parma |
| 2005 | FC Auch                | 23-10    | Worcester Warriors | Kassam Stadium, Oxford          |